# パリ〜ツール2011

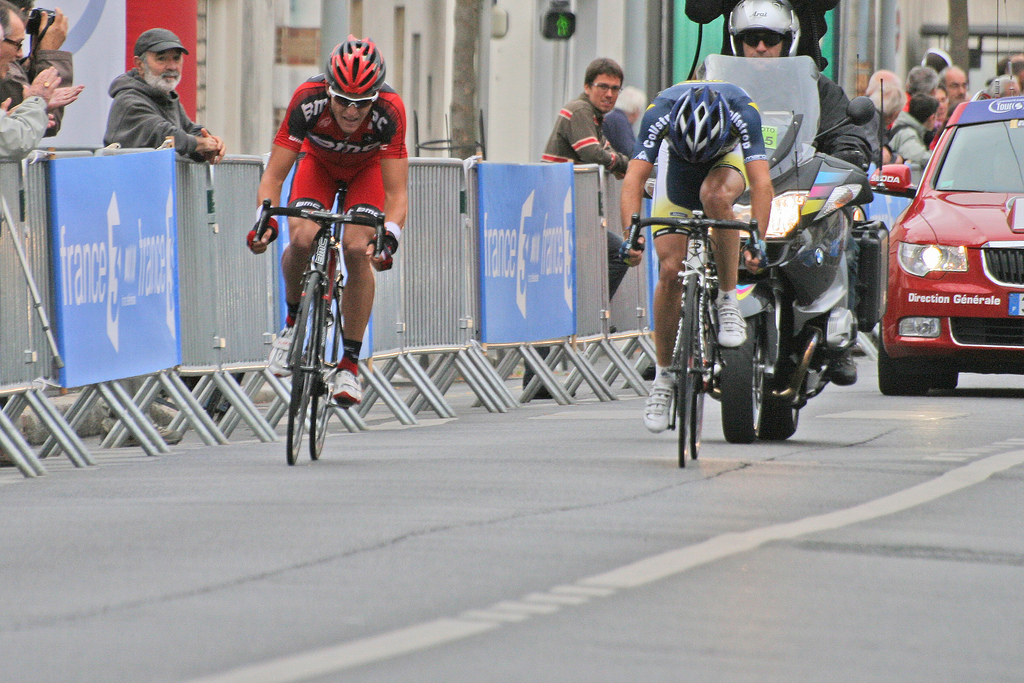
フレフ・ファン・アヴェルマートがマルコ・マルカートを破り勝利した

パリ〜ツール2011は、パリ〜ツールの105回目のレース。2011年10月9日に行われた。

## 結果
- ヴォヴ〜トゥール 230.5km

| 順位 | 選手名                         | 国籍           | チーム                            | 時間          |
| ---- | ------------------------------ | -------------- | --------------------------------- | ------------- |
| 1    | フレフ・ファン・アヴェルマート | ベルギー       | BMC・レーシングチーム             | 5時間21分43秒 |
| 2    | マルコ・マルカート             | イタリア       | ヴァカンソレイユ・DCM             | +02秒         |
| 3    | カスパー・クロスターガード     | デンマーク     | チーム・サクソバンク - サンガード | +15秒         |
| 4    | イアン・スタンナード           | イギリス       | チーム・スカイ                    | 同            |
| 5    | ラスロ・ボドロギ               | フランス       | チーム・タイプ1 - サノフィ        | 同            |
| 6    | ミカエル・ドラージュ           | フランス       | FDJ                               | +22秒         |
| 7    | ジョフロワイ・ルカトル         | フランス       | チーム・レディオシャック          | 同            |
| 8    | スチュアート・オグレディ       | オーストラリア | チーム・レディオシャック          | 同            |
| 9    | ロイ・キュルヴェルス           | オランダ       | スキル・シマノ                    | 同            |
| 10   | アルノー・ジェラール           | フランス       | FDJ                               | +26秒         |